# Кёлльнер, Вильгельм-Генрих-Эдуард
Вильгельм-Генрих-Эдуард Кёлльнер (Köllner; 25 августа 1806 — 12 февраля 1894) — протестантский богослов ортодоксального направления.
Был профессором в Гёттингене и Гиссене.
Опубликовал:
- «Kommentar zu den Briefe des Apostels Paulus an die Römer» (Геттинг., 1834),
- «Ueber Geist, Lehre und Leben des Apostels Paulus» (Геттинг., 1836),
- «Symbolik aller christlichen Confessionen» (Гамб., 1837—1844),
- «Die gute Sache der lutherischen Symbole gegen ihre Ankläger» (Гамб., 1847),
- «Ordnung und Uebersicht der Materien der christlichen Kirchengeschichte» (Гиссен, 1864).